# Anatolie Guidea
Anatolie Guidea –en búlgaro, Анатоли Гуйдя, Anatoli Guidia– (Nisporeni, URSS, 21 de enero de 1977) es un deportista búlgaro de origen moldavo que compitió en lucha libre (hasta 1999 bajo la bandera de Moldavia). Su hermano Ivan también compitió en lucha, aunque bajo la bandera de Rumanía.
Ganó una medalla de plata en el Campeonato Mundial de Lucha de 2007 y seis medallas en el Campeonato Europeo de Lucha entre los años 2003 y 2012.

## Palmarés internacional
| Campeonato Mundial | Campeonato Mundial             | Campeonato Mundial | Campeonato Mundial |
| Año                | Lugar                          | Medalla            | Categoría          |
| ------------------ | ------------------------------ | ------------------ | ------------------ |
| 2007               | Bakú (Azerbaiyán)              | Medalla de plata   | 60 kg              |
| Campeonato Europeo |                                |                    |                    |
| Año                | Lugar                          | Medalla            | Categoría          |
| 2003               | Belgrado (Serbia y Montenegro) | Medalla de oro     | 60 kg              |
| 2006               | Moscú (Rusia)                  | Medalla de bronce  | 60 kg              |
| 2007               | Sofía (Bulgaria)               | Medalla de plata   | 60 kg              |
| 2008               | Tampere (Finlandia)            | Medalla de bronce  | 60 kg              |
| 2011               | Dortmund (Alemania)            | Medalla de bronce  | 60 kg              |
| 2012               | Belgrado (Serbia)              | Medalla de plata   | 60 kg              |